# کورن‌دیک
کورن‌دیک (به هلندی: Korendijk) یک شهرستان در هلند است که در هلند جنوبی واقع شده است. کورن‌دیک ۰ متر بالاتر از سطح دریا واقع شده است.